# Thomas Abbt
Thomas Abbt (Ulm, 1738. november 25. – Bückeburg, 1766. november 3.) német filozófus és író, a felvilágosodás híve.
Ulmban született, majd a Hallei Egyetemen tanult filozófiát, matematikát és teológiát. 1758-ban magiszteri fokozatot ért el filozófiából. 1760-ban a Frankfurti Egyetem filozófia professzora lett, az itt töltött évek során írta legismertebb művét a Vom Tode für's Vaterland-ot (1761).

## Fordítás
- Ez a szócikk részben vagy egészben  a   Thomas Abbt című angol Wikipédia-szócikk fordításán alapul.  Az eredeti cikk szerkesztőit annak laptörténete sorolja fel. Ez a jelzés csupán a megfogalmazás eredetét és a szerzői jogokat jelzi, nem szolgál a cikkben szereplő információk forrásmegjelöléseként.

1. ↑  museum-digital